# Красная Горка (посёлок, Шенкурский район)
Красная Горка — посёлок в Шенкурском районе Архангельской области. Входит в состав муниципального образования «Шеговарское».

## География
Посёлок расположен в южной части Архангельской области, в таёжной зоне, в пределах северной части Русской равнины, в 41 километрах на север от города Шенкурска, на левом берегу реки Ледь, притока Ваги. Ближайшие населённые пункты: на западе к посёлку примыкает деревня Данковская, на северо-востоке деревня Марковская.
Часовой пояс
Красная Горка, как и вся Архангельская область, находится в часовой зоне МСК (московское время). Смещение применяемого времени относительно UTC составляет +3:00.

## Население
| 2002 | 2010 | 2012 |
| ---- | ---- | ---- |
| 134  | ↘127 | ↘123 |

## История
В 2004 году посёлок вошёл в состав Ямскогорского сельского поселения. 2 июля 2012 года посёлок Красная Горка вошёл в состав Шеговарского сельского поселения в результате объединения муниципальных образований «Шеговарское» и «Ямскогорское».